# Brianina longitbialis
Brianina longitbialis är en tvåvingeart som beskrevs av Zhang och Lukashevich 2007. Brianina longitbialis ingår i släktet Brianina och familjen Blephariceridae. Inga underarter finns listade i Catalogue of Life.